# Astelia
Genre
Astelia est un genre végétal de la famille des Asteliaceae, autrefois considéré comme appartenant à la famille des Liliaceae.

## Étymologie
Le nom du genre est composé du préfixe grec ἀ-, (a-), exprimant le privatif et de στέλη (stéli), colonne, en référence à l'absence de tige ou de tronc.

## Liste d'espèces
Selon World Checklist of Selected Plant Families (WCSP) (20 mars 2012) :
- Astelia alpina R.Br. (1810)
- Astelia argyrocoma A.Heller ex Skottsb. (1934)
- Astelia australiana (J.H.Willis) L.B.Moore (1966)
- Astelia banksii A.Cunn. (1837)
- Astelia chathamica (Skottsb.) L.B.Moore (1966)
- Astelia fragrans Colenso (1883)
- Astelia graminea L.B.Moore (1966)
- Astelia grandis Hook.f. ex Kirk (1968)
- Astelia hemichrysa (Lam.) Kunth (1850)
- Astelia linearis Hook.f. (1844)
- Astelia menziesiana Sm. (1819)
- Astelia nadeaudii Drake (1892)
- Astelia neocaledonica Schltr. (1906)
- Astelia nervosa Banks & Sol. ex Hook.f. (1853)
- Astelia nivicola Cockayne ex Cheeseman, Man. New Zealand Fl. (1925)
- Astelia papuana Skottsb. (1934)
- Astelia petriei Cockayne (1899)
- Astelia psychrocharis F.Muell. (1855)
- Astelia pumila (J.R.Forst.) Gaudich. (1825)
- Astelia rapensis Skottsb. (1937)
- Astelia skottsbergii L.B.Moore (1966)
- Astelia solandri A.Cunn. (1837)
- Astelia subulata (Hook.f.) Cheeseman (1909)
- Astelia tovii F.Br. (1931)
- Astelia trinervia Kirk (1868)
- Astelia waialealae Wawra (1875)